# رايموند مارشان
رايموند مارشان (بالإنجليزية: Raymond Marchand)‏ هو لاعب هوكي الجليد أمريكي، ولد في 18 أكتوبر 1890 في فيلادلفيا في الولايات المتحدة، وتوفي في 6 أبريل 1969.